# 스틸 라이프 (2006년 영화)
《스틸 라이프》(중국어: 三峡好人, 병음: Sānxiá hǎorén, Steel Life)는 자장커 감독의 2006년 중국 영화이다. 펑제 현의 오래된 마을에서 촬영되었으며 장강삼협 댐 건설로 천천히 파괴되어가는 작은 마을에서 각자의 배우자를 찾는 두 사람의 이야기를 다루고 있다.
영화는 2006년 베네치아 국제 영화제에서 처음 공개되었으며 작품상인 황금사자상을 수상했다.

## 출연

### 주연
- 한 산밍
- 자오 타오

### 조연
- 왕홍웨이

## 기타
- 공동제작: 지아장커
- 프로덕션매니저: 판 지안린